# Potosi (Missouri)
Potosi é uma cidade localizada no estado americano de Missouri, no Condado de Washington.

## Demografia
Segundo o censo americano de 2000, a sua população era de 2662 habitantes.
Em 2006, foi estimada uma população de 2732, um aumento de 70 (2.6%).

## Geografia
De acordo com o United States Census Bureau tem uma área de
5,7 km², dos quais 5,7 km² cobertos por terra e 0,0 km² cobertos por água. Potosi localiza-se a aproximadamente 275 m acima do nível do mar.

## Localidades na vizinhança
O diagrama seguinte representa as localidades num raio de 24 km ao redor de Potosi.